# Opel Super 6
De Opel Super 6 is een wagen van het Duitse automerk Opel. In 1937 werd de Super 6 samen met de Opel Admiral voorgesteld aan het publiek. Een jaar later werd deze alweer vervangen door de Opel Kapitän. 
De wagen werd aangedreven door een motor met zescilinders in lijn die een topsnelheid van 115 km/u produceerden.   

## Externe link

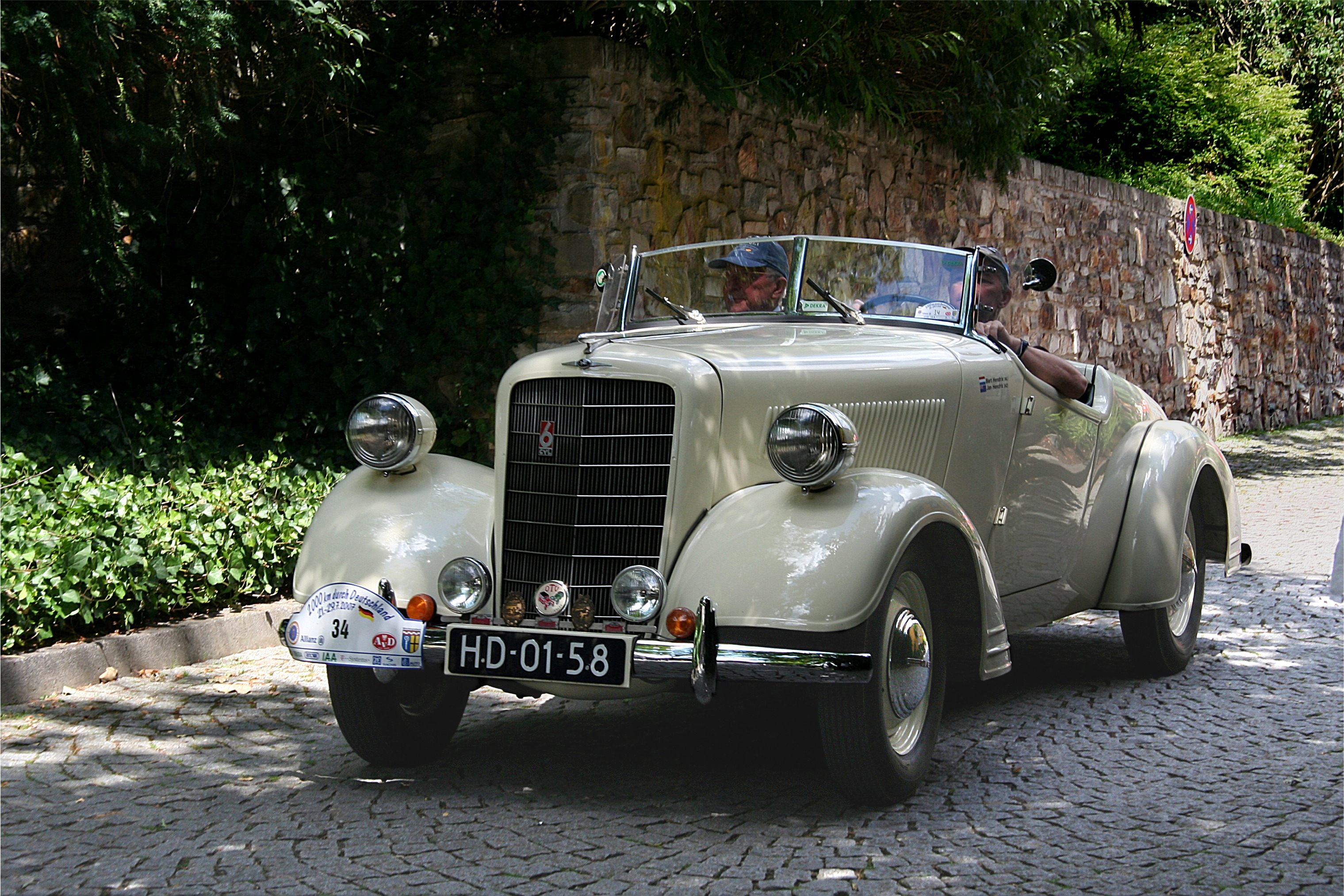
Opel Super 6 Roadster